# نيل موس
نيل موس (بالإنجليزية: Neil Moss)‏ (10 مايو 1975 في المملكة المتحدة - ) هو لاعب كرة قدم بريطاني في مركز حراسة المرمى. لعب مع نادي بورنموث ونادي ساوثهامبتون ونادي غيلينغهام.

## وصلات خارجية
- نيل موس على موقع قاعدة بيانات كرة القدم.إي يو (الإنجليزية)
- نيل موس على موقع Soccerbase.com (لاعب) (الإنجليزية)
- نيل موس على موقع عالم كرة القدم.نت (الإنجليزية)